# Premium Aerotec
Premium Aerotec, Eigenschreibweise Premium AEROTEC, war eine Geschäftseinheit von Airbus und ein deutscher Hersteller von zivilen und militärischen Strukturen und Fertigungssystemen für den Flugzeugbau. Das Unternehmen entstand am 1. Januar 2009 durch Zusammenlegung des EADS-Werks Augsburg mit den Werken der Airbus Deutschland in Nordenham und Varel. Bis 12. Juni 2023 firmierte das Unternehmen als Premium Aerotec GmbH. Zum 13. Juni 2023 erfolgte mit der Änderung des Handelsregistereintrages die Umbenennung in Airbus GmbH.
Das Unternehmen beschäftigte zum Zeitpunkt seiner Gründung rund 6.000 Mitarbeiter. Im ersten Jahr erwirtschaftete es einen Jahresumsatz von 1,1 Milliarden Euro, 2019 waren es 2 Milliarden Euro. Bis zum 30. Juni 2022 gehörten die Standorte Nordenham, Bremen und Hamburg zu Premium Aerotec. Zum 1. Juli 2022 wurden diese drei Standorte in die Airbus Aerostructures GmbH integriert. Aktuell gehören die deutschen Standorte Augsburg und Varel sowie der rumänische Standort Braşov zur Geschäftseinheit Premium Aerotec. Die Zentrale des Unternehmens befand sich bis zum 12. Juni 2023 in Augsburg. Seit dem 13. Juni 2023 ist der Sitz in Hamburg.
Zum 1. Juli 2025 wurden die übrigen Standorte in Augsburg, Varel und Braşov in die Airbus Aerostructures GmbH integriert.

## Standorte

### Augsburg
Der Standort Augsburg ist mit seinen rund 3.500 Mitarbeitern in vier Teilwerken einer der weltweit größten Zulieferer für Großbauteile für Airbus. Im Mittelpunkt stehen die Fertigung und Montage von Rumpfteilen und hochbelasteten Strukturkomponenten für militärische und zivile Programme, unter Nutzung von Hybrid-Leichtbaukonstruktionen, CFK-Technologien, Infiltrationsverfahren und Sandwichbauweisen.
Das Augsburger Werk I produziert die CFK-Seitenschalen der Sektion 16/18 des Airbus A350 XWB.
Zudem entstehen in den Augsburger Werksteilen unter anderem das Rumpfmittelteil des Eurofighter Typhoon, die Druckkalotten für die Airbusreihe, sowie das Frachttor für den Militärtransporter Airbus A400M.
Augsburg bildet aktuell 145 Auszubildende / Dual Studierende aus. Die gewerblichen Ausbildungsberufe sind: Fluggerätmechaniker Fertigungstechnik, Leichtflugzeugbauer, Zerspanungsmechaniker / NC-Operator, Elektroniker Automatisierungstechnik, Verfahrensmechaniker für Beschichtungstechnik / Lackierer und Mechatroniker. Die Dualen Studiengänge sind: Bachelor of Engineering, Maschinenbau, Bachelor of Engineering, Wirtschaftsingenieurwesen, Bachelor of Engineering, Elektrotechnik und Informationstechnik und Bachelor of Science, Informatik / Informationstechnologie / Data science und künstliche Intelligenz.

### Varel
Im Werk Varel mit rund 1.400 Beschäftigten liegen die Schwerpunkte in den Bereichen spanabhebende Bearbeitung und additiver Herstellung im 3D-Druck von Flugzeugteilen sowie Entwicklung und Konstruktion von Fertigungsmitteln. Bearbeitet werden alle hoch beanspruchten integralen Strukturfrästeile aus Aluminium, Titan und Stahl. Zur Ausnutzung von Leichtbaupotenzialen werden 3D-Bauteile auch additiv hergestellt.
In Varel werden unter anderem die Lufteinlaufschalen und -röhren für den Eurofighter sowie Großbauteile für den A400M-Militärtransporter gefertigt. Für den Airbus A350 XWB werden in Varel die Türumgebungen für diverse Passagiertüren und die Cargotüren gebaut.
Über langjährige Erfahrungen verfügt das Werk auch auf dem Gebiet des Windkanalmodellbaus. An den hier gefertigten Modellen mit verschiedenen Start- und Landekonfigurationen (z. B. Klappenstellungen) wird im Windkanal das aerodynamische Verhalten in unterschiedlichen Flugphasen getestet.
Varel bildet aktuell rund 100 Auszubildende / Dual Studierende aus. Die gewerblichen Ausbildungsberufe sind: Industriemechaniker und Zerspanungsmechaniker. Als Dualen Studiengang bietet Varel den Bachelor of Engineering, Maschinenbau im Praxisverbund an.

### Brașov – Ghimbav
Ein weiterer Standort des Unternehmens befindet sich im rumänischen Ghimbav bei Braşov. Seit Ende 2010 werden dort Metall- und Nichtmetallbauteile aus Aluminium und CFK für fast alle zivilen Airbus-Serienprogramme und den Militärtransporter A400M gefertigt und montiert. Die Schwerpunkte in Braşov liegen in der spanabhebenden Metallverarbeitung, Fräsen und Drehen sowie den dazugehörenden Peripheriebereichen wie Plattenzuschnitt, Werkzeugvoreinstellung, Entgraten und Qualitätssicherung. Ein weiterer Schwerpunkt an diesem Standort ist die Bearbeitung spezieller Profile für Leichtbau-Flugzeugstrukturen. So entstehen hier beispielsweise für nahezu alle Airbus-Modelle die Längsversteifungen (Stringer) bis zu einer Länge von vier Metern mittels mechanischer Bearbeitung und formgebender Verfahren. Insgesamt werden hier rund 1.200 verschiedene Profile hergestellt. Zu Beginn waren in Braşov rund 160 Mitarbeiter beschäftigt, aktuell sind es über 1000 Beschäftigte.

## Wichtige Ereignisse
Für das in Nordenham entwickelte Verfahren der Laserschweißtechnik an Flugzeug-Rumpfstrukturen wurde am 22. Januar 2000 der „Innovationspreis der deutschen Wirtschaft“ verliehen.
Am 28. Mai 2013 teilte das Unternehmen in einer Pressemitteilung mit, man wolle ein „bestehendes Transformationsprogramm mit dem Ziel nachhaltiger Ergebnisverbesserung“ intensivieren, „um Premium Aerotec dauerhaft als starken Luftfahrtzulieferer am Markt zu positionieren“. Geplant sei, die „jährlichen Kosten intensiv überprüfen, um diese bis 2015 signifikant zu senken“. Gleichzeitig wurde mitgeteilt, der Vorsitzende der Geschäftsführung Kai Horten, der Finanzchef Helmut Kretschmer sowie der Personalchef Wolfram Sauer hätten beschlossen, „den Weg für ein neues Management freizumachen“.
Am 8. Juni 2015 teilte Premium Aerotec in einer Pressemitteilung mit, CEO Hoppe werde das Unternehmen „auf eigenen Wunsch verlassen“ und sich ab Herbst 2015 „einer anderen beruflichen Herausforderung außerhalb der Airbus Group widmen“. Seine Nachfolge trat Thomas Ehm an, bislang Personalchef und Mitglied der Geschäftsführung von Airbus in Deutschland. Der Aufsichtsrat von Premium Aerotec habe ihn mit Wirkung zum 1. Juli 2015 berufen.
In der Nacht vom 28. Dezember auf den 29. Dezember 2018 kam es in einer der Werkshallen am Standort Augsburg, im Bereich der Galvanik, zu einem Brand. Es entstand ein Sachschaden von mindestens zehn Millionen Euro.
Im April 2019 erhielt Premium Aerotec als erster Luftfahrtzulieferer die Gesamtprozessqualifikation für additiv gefertigte Titanbauteile auf Multilaser-Anlagen. Damit können additive Verfahren in gleicher Weise wie konventionelle Fertigungsverfahren eingesetzt werden und teure Prozessbegleitproben und Sonderprüfungen entfallen. Die metallische additive Fertigung wird damit wesentlich kostengünstiger und kommt zu einer deutlich breiteren Anwendung im Bereich der Luftfahrt.
Premium Aerotec erhielt im September 2019 von Airbus den Auftrag zur Fertigung des Rear Center Tank (RCT) für die neue Langstreckenversion der Airbus A320-Familie – den A321 XLR.
Bei der Aufsichtsratssitzung am 20. September 2019 wurde Dominik Asam, Finanzvorstand des Airbus-Konzerns und damit Mitglied im Executive Committee der Airbus SE, zum neuen Vorsitzender des Aufsichtsrats von Premium Aerotec bestimmt. Er folgt damit Klaus Richter, der als Chief Procurement Officer den Einkauf bei Airbus verantwortet und mehr als vier Jahre den Vorsitz innehatte.
Im November 2019 veröffentlichte Premium Aerotec eine Pressemitteilung über das neue Verfahren TOAST (ThermOplast Additive Manufacturing Strukturen), das im Gegensatz zum klassischen Verfahren eine schnellere Fertigung und einen Zusammenbau ohne Vernietung erlaubt. Es werden weniger Teile benötigt, die Prozessschritte für den Zusammenbau sind kürzer und automatisiert.
Ulrich Weber übernahm zum 1. April 2020 die Leitung des Bereichs Operations und wurde Mitglied der Geschäftsführung.
Premium Aerotec hat am 25. Juni 2020 am Standort Augsburg mit der Fertigung des ersten Rear Center Tanks (RCT) für den Airbus A321 XLR begonnen.
Fertigungsstart der ersten Sektion 17 für den Airbus A321XLR an den Premium Aerotec Standorten Varel und Nordenham.
In einer Pressemitteilung vom 12. November 2020 teilte das Unternehmen mit, dass Premium Aerotec für die 38 Eurofighter der neuen Bestellung Deutschlands (Tranche 4) das Rumpfmittelteil fertigen wird. Gemeinsam mit den aktuell laufenden Aufträgen ist damit die Eurofighter-Produktion der Premium Aerotec Werke in Augsburg und Varel für die nächsten sechs Jahre gesichert.
Im November 2020 vermeldete Premium Aerotec und GE Additive die erfolgreiche Zertifizierung des Drucks von Titanbauteilen mit korrespondierenden Lasern und erreicht damit einen weiteren Meilenstein bei der Serien-Fertigung 3D-gedruckter Bauteile für die Luftfahrtindustrie.
Premium Aerotec übergab das erste Shipset für A321XLR an Airbus. Mit der Übergabe der Schalenpakete der überarbeiteten Sektionen 15 bzw. 17 am Standort Nordenham – beide im goldenen Quality Gate – hat Premium Aerotec die Auslieferung des Schalen-Shipsets für die erste A321 XLR abgeschlossen.
Am 4. Mai 2021 lieferte Premium Aerotec den ersten Rear Center Tank (RCT) für die A321 XLR an Airbus. Mit der Auslieferung des RCT wurde das erste Lieferpaket an Airbus komplettiert.
Am Standort Varel wurden 2022 erstmals seriengefertigte Bauteile für die Airbus A320-Familie mit additiv hergestellten Strukturbauteilen aus Titan an den Kunden übergeben. Damit liefert Premium Aerotec – nach der A400M sowie der A350XWB – für drei Airbus-Flugzeugprogramme additiv gefertigte Komponenten in Serie.
Um Flugzeugersatzteile durch additive Fertigungsmethoden günstiger herstellen zu können, haben Lufthansa Technik und Premium Aerotec im Jahr 2022 ein im Additive Manufacturing (AM) Center von Lufthansa Technik entwickeltes Metallbauteil für das Anti-Icing-System des IAE-V2500-Triebwerks eine offizielle Luftfahrt-Zulassung durch die EASA erhalten. Auf dieser Basis wird Premium Aerotec den sogenannten „A-Link“ zukünftig am Standort Varel im 3D-Drucker für Lufthansa Technik fertigen.
Anfang Juli 2022 ist das neue industrielle Setup von Airbus im Bereich Zivilflugzeugbau in Deutschland in Kraft getreten. Dies beinhaltet auch, dass die Geschäftstätigkeiten der Premium Aerotec – Standorte Augsburg, Varel und Braşov als Business Unit mit dem Namen Premium Aerotec Industry unter dem Dach der Premium Aerotec GmbH geführt werden. Im Zuge der Umstrukturierung des Flugzeuggeschäfts in Deutschland soll die Premium Aerotec GmbH nun schrittweise in eine Holding-Rechtseinheit umgebaut werden, in der die Aktivitäten von Airbus im Bereich Zivilflugzeugbau in Deutschland gebündelt werden. Dies geht mit einer Veränderung in der Geschäftsführung der Premium Aerotec GmbH einher. Thomas Ehm hat sein Mandat als Vorsitzender der Geschäftsführung der Premium Aerotec GmbH zum 1. September 2022 niedergelegt und stand dem Unternehmen bis Ende des Jahres beratend zur Seite. Der Aufsichtsrat der Premium Aerotec GmbH hat mit Wirkung zum 1. September 2022 André Walter, Vorsitzender der Geschäftsführung der Airbus Aerostructures GmbH, Gerd Weber, Vorsitzender der Geschäftsführung der Airbus Operations GmbH und Sebastian Peters, Leiter der Business Unit „Premium Aerotec Industry“, zu Geschäftsführern der Premium Aerotec GmbH bestellt.
Die Deutsche Luftwaffe wird in den nächsten Jahren 38 neue Kampfflugzeuge vom Typ Eurofighter im Rahmen des so genannten Quadriga-Vertrages (Tranche 4) erhalten. Die Auslieferung der Flugzeuge soll ab 2025 beginnen und 2030 abgeschlossen sein. Ende 2022 lieferte Premium Aerotec am Standort Augsburg das erste Rumpfmittelteil aus dieser Bestellung aus.
Premium Aerotec arbeitet aktiv an der Entwicklung fortschrittlicher Produktionsmethoden und strebt die Weiterentwicklung der Fabrik der Zukunft an. Das Konzept der „Factory of the Future“ findet breite Beachtung und Premium Aerotec ist bestrebt, sich aktiv daran zu beteiligen. Das Forschungsprojekt „Vertikal integrierte, nachhaltige End-To-End Fabrik (VE2E)“, das im Jahr 2022 gestartet wurde, trägt zur Erkenntnisgewinnung auf diesem Gebiet bei. Anfang 2023 wurden die Ergebnisse des ersten VE2E-Projektjahres im Rahmen eines Technologietags im Technologiezentrum Varel einer breiten Öffentlichkeit präsentiert.
Investition in die Zukunft: Spatenstich für Erweiterung der RCT (Rear Center Tank) - Produktion am Standort Augsburg. Der Neubau umfasst knapp 14.000 m² und wird neben der RCT-Produktion auch Büroflächen und eine neue Kantine für das gesamte Werk I beinhalten. Die Fertigstellung ist für September 2024 geplant. Den Spatenstich für den Neubau vollzog Premium AEROTEC gemeinsam mit dem bayerischen Ministerpräsidenten Dr. Markus Söder sowie der Augsburger Oberbürgermeisterin Eva Weber.
VE2E: Das Forschungsprojekt "Vertikal integrierte, nachhaltige End-to-End Fabrik (VE2E)" zur Entwicklung einer digitalen Fabrik der Zukunft wurde im März 2024 einem breiten Publikum vorgestellt. Unterstützt von der NBank im Rahmen der niedersächsischen Luftfahrtförderrichtlinie, arbeitete ein Verbund aus vier industriellen und vier institutionellen Partnern unter Führung von Premium Aerotec an der Gestaltung nachhaltiger, digitalisierter und automatisierter Prozesse für die Fabrik der Zukunft. Ziel des Forschungsprojekts war es, innovative Ansätze zur Optimierung digitaler Montageprozesse zu entwickeln – vom Rohmaterial bis zum fertigen Endprodukt. Im Mittelpunkt standen dabei insbesondere die Themen Nachhaltigkeit, Digitalisierung und Automatisierung.
Premium Aerotec feiert 70 Jahre Ausbildung am Standort Augsburg. Seit 70 Jahren absolvieren junge Menschen am heutigen Standort von Premium Aerotec in Augsburg eine ausgezeichnete Berufsausbildung und erhalten damit die Grundlage für einen gelungenen Start ins Berufsleben. Rund 2.500 Jugendliche durchliefen in den vergangenen sieben Jahrzehnten in der Augsburger Lehrwerkstatt bei Premium Aerotec und seinen Vorgängerunternehmen die Ausbildung zu Fachkräften verschiedener Berufe in der Luftfahrtindustrie. Neben den technischen Ausbildungsberufen wurde 2010 das Duale Studium in den Ausbildungskatalog des Unternehmens aufgenommen und bietet jungen Menschen die Möglichkeit, Praxis und Theorie zu verbinden.
Norbert Peer übernimmt zum 1. Juni 2024 die Leitung als Managing Director. Er folgt damit auf Sebastian Peters, der zum 1. April 2024 eine neue Rolle innerhalb des Airbus-Konzerns übernommen hatte und als Head of A320 Family Value Stream Management and Final Assembly Lines die weltweiten Endmontageaktivitäten der A320-Familie leitet.
Das Unternehmen liefert zum 150sten Mal Bauteile für den Militärtransporter A400M. Mit einem Lieferanteil von rund 70 Prozent der Rumpfstrukturen ist Premium Aerotec einer der größten Zulieferer für dieses Transportflugzeug. Das Unternehmen fertigt nahezu das gesamte Rumpfheck, Schalen des Rumpfmittelteils sowie die metallischen Rohrsysteme und das obere Frachttor.

## Werkfeuerwehr
Premium Aerotec verfügt am Standort in Augsburg (Funkrufname Florian PAG) über eine anerkannte Werkfeuerwehr. Die Augsburger Werkfeuerwehr mit 52 aktiven Mitgliedern wurde 1960 gegründet und dient in erster Linie dem vorbeugenden und abwehrenden Brandschutz, übernimmt technische Hilfeleistung und sorgt für die Gefahrstoffabwehr auf dem Werkgelände und unterstützt bei medizinischen Notfällen. Ausgestattet ist sie mit folgenden Fahrzeugen:
- Einsatzleitwagen
- Mehrzweckfahrzeug
- Löschgruppenfahrzeug 16
- Tanklöschfahrzeug
- Trockentanklöschfahrzeug
- Teleskopmastfahrzeug
- Gerätewagen Gefahrgut
- Gerätewagen Logistik
- Mobiler Großventilator

Neben Einsätzen auf dem Werksgelände besteht auch die Möglichkeit der Nachforderung zu Einsätzen im Stadtgebiet durch die Feuerwehr Augsburg. Zudem werden unter anderem mit der Freiwilligen Feuerwehr Haunstetten gemeinsame Übungen abgehalten.